# Einar Ólafsson
Einar Ólafsson (ur. 1 maja 1962 w Ísafjörður) – islandzki biegacz narciarski, reprezentant klubu Skíðafélag Ísfirðinga.
Brał udział w zimowych igrzyskach w 1984 i 1988. W Sarajewie wystartował na 15 i 30 km, a w Calgary – na 30 i 50 km. W 1984 zarówno na 15, jak i 30 km zajął 49. miejsce. Na krótszym dystansie uzyskał czas 46:21,7, a na dłuższym – 1:39:32,2. Był najmłodszym islandzkim biegaczem narciarskim na tych igrzyskach. Cztery lata później był 65. na 30 km z czasem 1:39:56,3 i 44. na 50 km z czasem 2:18:21,9. Był chorążym islandzkiej kadry na tych igrzyskach, jedynym biegaczem narciarskim z tego kraju oraz najstarszym islandzkim olimpijczykiem.